# Ugo Botti
Ugo Botti (Venezia, 20 luglio 1903 – Acque di Orano, 17 giugno 1940) è stato un marinaio e militare italiano.
Capitano di corvetta della regia marina fu comandante del sommergibile Provana durante la seconda guerra mondiale. Decorato con la medaglia d'oro al valor militare alla memoria.

## Biografia
Nacque a Venezia il 20 luglio 1903, e poco prima della fine della prima guerra mondiale, nell'ottobre 1918, entrò all'Accademia Navale di Livorno. Il 22 luglio 1923 fu nominato Guardiamarina imbarcandosi subito sulla nave da battaglia Giulio Cesare. Successivamente navigò a bordo della nave cisterna Urano, sul sommergibile Pietro Micca e sul cacciatorpediniere Generale Antonio Chinotto e sulla torpediniera 45 PN. Promosso al grado di sottotenente di vascello il 15 gennaio 1925, divenne Tenente di vascello nel gennaio 1928. In seguito frequentò a Livorno il Corso Superiore, e conseguita l'abilitazione alla Direzione del Tiro, si imbarcò dapprima sull'incrociatore pesante Trento e poi sull'esploratore Libia dislocato in Estremo Oriente.
Rimpatriato dalla Cina nel 1931, si imbarcò sul sommergibili Ruggiero Settimo e Vettor Pisani e poi, dal 25 marzo 1936 ebbe in successione il comando dei sommergibili Galatea, a Taranto, e Narvalo e Squalo dislocati a Massaua, nel Mar Rosso. Promosso Capitano di corvetta il 1º gennaio 1937.
Il 25 giugno 1938 assunse il comando del nuovissimo sommergibile oceanico Andrea Provana. All'entrata in guerra dell'Italia, il 10 giugno 1940, ancora al comando del sommergibile Andrea Provana che, con i gemelli Lorenzo Marcello, Enrico Dandolo e Giacomo Nani formava la XXI Squadriglia Sommergibili (II Grupsom), di stanza Napoli.
Nel pomeriggio del 17 giugno dello stesso anno, attaccò  nelle acque di Orano un convoglio francese scortato da unità di superficie. Portatosi all'attacco il sommergibile lanciò due siluri che, tuttavia, mancarono il bersaglio.  Avvistata la scia dei siluri l'avviso scorta La Curieuse, lanciò alcune bombe di profondità sulla posizione del sommergibile che fu costretto ad emergere vicinò all'unità di scorta. Virato di bordo rapidamente il La Curiese iniziò a sparare con le armi di bordo e speronò il sommergibile tra la torretta e il cannone poppiero. Il Provana affondò trascinando con sé l'intero equipaggio.  Egli venne decorato con la Medaglia d'oro al valor militare alla memoria, primo sommergibilista italiano e riceverla durante la seconda guerra mondiale.
Presso il Cantiere navale del Muggiano a La Spezia gli è stata intitolata una caserma e una via.

### Annotazioni
1. ↑  Circa 80 miglia dal porto di Orano (Algeria).
2. ↑  Si trattava del convoglio IR.2F, in navigazione da Orano a Marsiglia, formato dai mercantili Mèdie II, Florida (capo convoglio), Kita, Edéa e Djebel-Aurès, scortato dagli avvisi Commandant Bory (capitano di corvetta Leblanc, caposcorta) e La Curieuse (capitano di corvetta E. M. J. Le Blanc).
3. ↑  A 37°00’ N e 00°11’ O, ad 83 miglia per 30° da Orano e 30 miglia a sud di Capo Palos.
4. ↑  Spezzata in due dalla violenza dell’impatto, l'unità affondò in pochi istanti trascinando con sé tutto l’equipaggio, composto da 62 uomini (8 ufficiali e 54 fra sottufficiali e marinai).

### Fonti
1. ↑  Sommergibile Pietro Micca
2. ↑  Bagnasco, Brescia 2013, p. 17.
3. ↑  Bagnasco, Brescia 2013, p. 42.
4. ↑  Bagnasco, Brescia 2014, p. 145.
5. ↑  Bagnasco, Brescia 2013, p. 26.
6. ↑  Bagnasco, Brescia 2013, p. 78.
7. 1 2  Giorgerini 1994, p. 237.
8. ↑  Il Nastro Azzurro n.2, marzo-aprile 2011, p. 39.
9. ↑  Sito web del Quirinale: dettaglio decorato.

### Periodici
- Cronache dalle Federazioni, in Il Nastro Azzurro, n. 2, Roma, Istituto del Nastro Azzurro, marzo-aprile 2011,  p. 39.
- Erminio Bagnasco, Maurizio Brescia, I sommergibili italiani 1940-1943. Parte 2, in Storia Militare Dossier, n. 11, Roma, Ermanno Albertelli Editore, novembre-dicembre 2013.
- Erminio Bagnasco, Maurizio Brescia, I sommergibili italiani 1940-1943. Parte 2, in Storia Militare Dossier, n. 12, Roma, Ermanno Albertelli Editore, gennaio-febbraio 2014.